# Mausoleo Luciano Rossetti
El Mausoleo Luciano Rossetti (en inglés:Luciano Rossetti Mausoleum)  es un edificio comunitario diseñado por el arquitecto Philip Harmer y construido por Gavin Construcciones en 2003 en Springvale, un suburbio de Melbourne, Victoria en Australia. El mausoleo ofrece 1.398 espacios de entierro para la comunidad italiana. El mausoleo consta de cinco galerías que se colocan alrededor de un patio abierto y dos piscinas de reflexión. Las cinco galerías son dedicadas a San Antonio, la Virgen María, la Santísima Trinidad, el Sagrado Corazón y el Arcángel Gabriel. Cada galería se separa entre sí mediante el uso de diferentes tipos de piedra y techo con acabados adornados con mosaicos religiosos artesanales que ofrecen diferentes opciones.